# همیاران سلامت تریلیوم
همیاران سلامت تریلیوم (انگلیسی: Trillium Health Partners) یک شبکهٔ بیمارستانی است که میسیساگا و غرب تورنتو را پوشش می‌دهد. این مجموعه، بزرگترین شبکهٔ بیمارستانی منطقه‌ای وابسته به دانشگاه در کاناداست که با دانشکدهٔ پزشکی دانشگاه تورنتو (شعبهٔ میسیساگا) همکاری دارد.

## بیمارستان‌های تابعه
- بیمارستان کِـردیت وَلی (تأسیس در سال ۱۹۸۵) - یک بیمارستان ۳۶۵ تخت‌خوابی با محوطهٔ بالگردنشین و خدمات آمبولانس هوایی
- بیمارستان میسیساگا (تأسیس در سال ۱۹۵۸) - یک بیمارستان ۷۵۱ تخت‌خوابی و یکی از مراکز درمان سرطان، سکته‌های مغزی و اختلالات مغزی-عصبی
- مرکز سلامت کوئینزوِی (تأسیس در سال ۱۹۵۶) - یک مرکز درمان‌های سرپایی و فوری (غیر اورژانس)